# Scholastic
Scholastic est une maison d'édition américaine. Scholastic a publié l'édition américaine de la série Harry Potter de J. K. Rowling. Elle est également connue pour avoir publié la plus célèbre trilogie de Suzanne Collins intitulée Hunger Games.

## Histoire
Depuis plus de 60 ans, Scholastic Canada initie les jeunes aux plaisirs de la lecture dans les deux langues officielles au pays. Créée en 1957, la société Scholastic Canada Ltd. est une filiale à part entière de la société Scholastic Inc., fondée en 1920. Son siège social est situé à Markham, en Ontario.
En avril 2015, Scholastic annonce la vente de ses activités dans l'édition éducative pour 575 millions de dollars à Houghton Mifflin Harcourt.